# Брант, Изабелла
Изабелла Брант (нидерл. Isabella Brant; 1591[…], Антверпен, Брабант — 15 июля 1626, Антверпен, Брабант) — дочь Яна Бранта и Клары де Мой. Её отец был статс-секретарём Антверпена. Первая жена (1609) знаменитого фламандского живописца Питера Пауля Рубенса. Родила ему троих детей — Клару Сирену (1611—1623), Альберта (1614—1657) и Николааса (1618—1655). Умерла в возрасте 34 лет от чумы.
После её скоропостижной кончины 20 июня 1626 года, Рубенс писал главному смотрителю королевской библиотеки в Париже Пьеру Дюпе:
Я потерял действительно хорошую супругу, которую с полным правом можно, даже нужно было любить, потому что она не обладала теми негативными качествами, обычно присущими женскому полу. Она была невздорной и без обычных женских прихотей, всегда благонравная и жизнерадостная. Из-за этих качеств всеми любима и оплакиваема всеми после смерти.

## Изабелла Брант на картинах художников

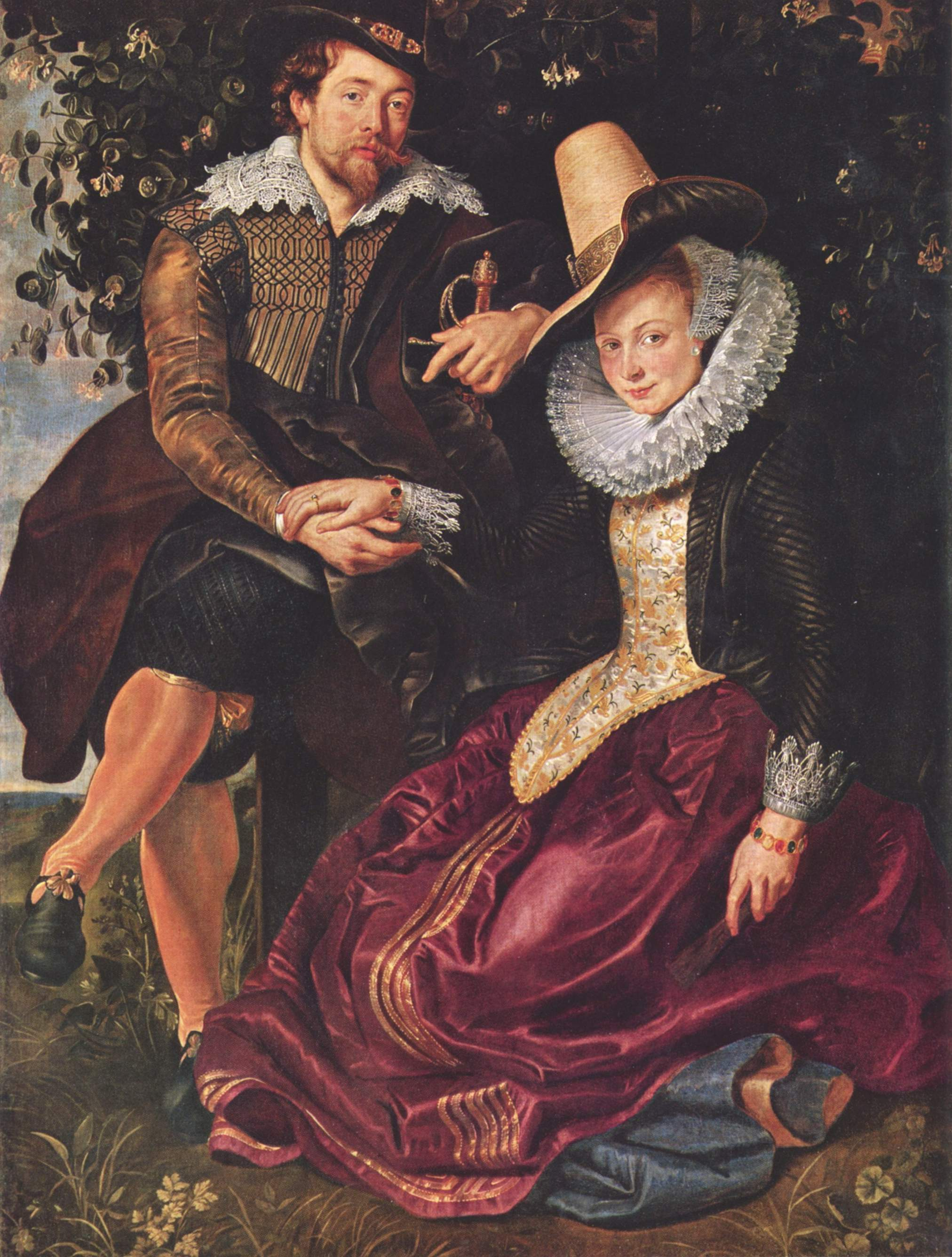
Автопортрет с Изабеллой Брант, Мюнхен, Старая пинакотека
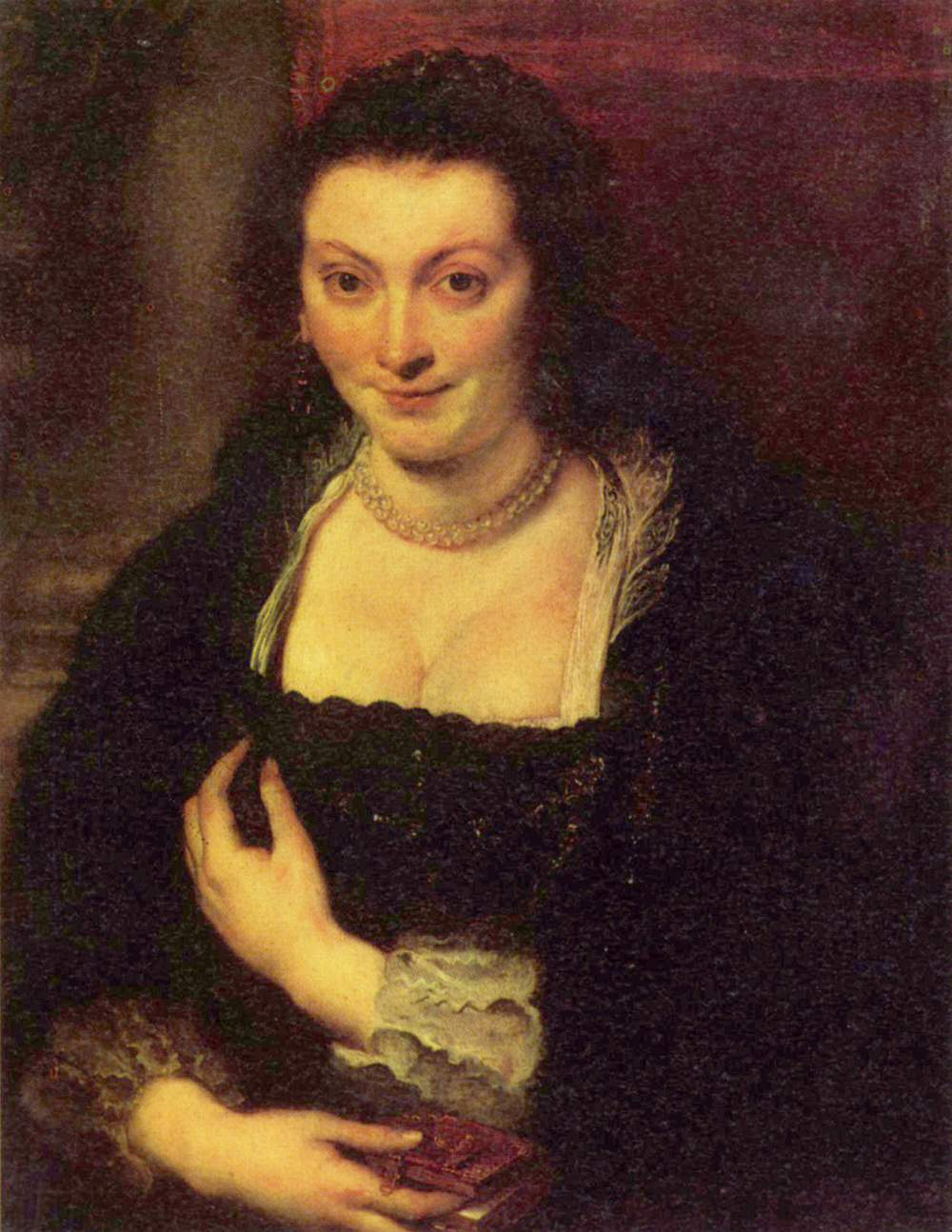
Портрет Изабеллы Брант, Рубенс, Галерея Уффици, Флоренция
Портрет Изабеллы Брант, Ван Дейк, Национальная картинная галерея, Вашингтон
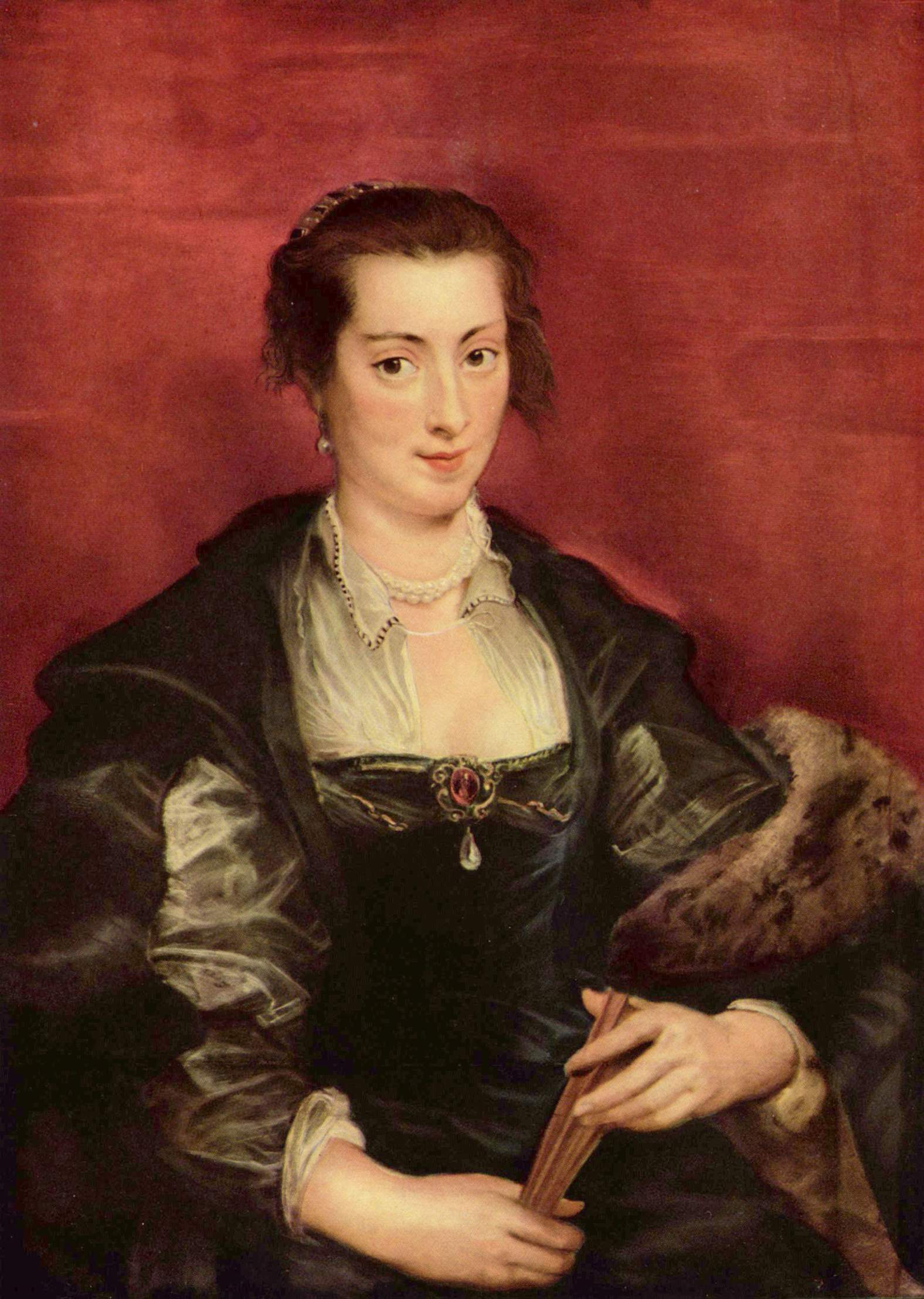
Портрет Изабеллы Брант, Питер Пауль Рубенс